# Mero
|  | Aquest article tracta sobre la poetessa de Bizanci. Si cerqueu el peix, vegeu «Anfós». |

Mero o Miro (en llatí Mero o Myro, en grec antic Μοιρώ o Μυρώ) fou una poetessa del període hel·lenístic nascuda a Bizanci. Era l'esposa d'Andròmac Filòleg i mare (Suides diu filla) del gramàtic i poeta tràgic Homer de Bizanci. Va estar activa a finals del segle IV i a principis del segle III aC.
No ha sobreviscut gaire bé res de la seva obra. Ateneu de Nàucratis cita deu línies del seu poema Μνημοσύνη (Mnemòsine) i es conserven dos epigrames de quatre línies a la Garlanda de Meleagre. A més, se sap que va escriure un poema amb el títol Άραί (Curses), una sinopsi del mite d'Alcínoe que va preservar Parteni de Nicea i finalment Eustaci de Tessalònica diu que va escriure un himne a Posidó.
El fragment conservat de la Mnemòsine de Mero narra la història de la infantesa de Zeus a Creta, on havia estat amagat per la seva mare Rea per salvar-lo de ser mort pel seu pare Cronos.
Sembla que Mero va ser molt famosa a l'antiguitat. Antípatre de Tessalònica la inclou en la seva llista de poetes famoses. La Garlanda de Meleagre la posa al costat de Safo i d'Anyte de Tegea. Segons Tacià, Cefisòdot, fill de Praxíteles, la va esculpir. Dos epigrames sobre ella que es troben recollits a l'Antologia grega, un escrit per Anyte de Tegea i l'altre per Marc Argentari, podrien ser una reelaboració d'un poema perdut de Mero.